# Stranach, Mörtschach
Stranach je naselje v Občini Mörtschach v Okraju Špital ob Dravi  na Koroškem v Avstriji.